# Cláusula Martens
La Cláusula Martens se introdujo en los preámbulos de la Segunda Convención de La Haya sobre Leyes y Costumbres de la Guerra Terrestre de 1899.
La cláusula tomó su nombre de una declaración leída por Fyodor Fyodorovich Martens, el delegado ruso en las Conferencias de Paz de La Haya del año 1899 y se basó en sus palabras:

Hasta que un Código más completo de las Leyes de guerra se emita, las Altas Partes Contratantes juzgan oportuno declarar que, en los casos no incluidos en las disposiciones reglamentarias adoptadas por ellas, las poblaciones y los beligerantes quedan bajo la protección y el imperio de los principios del derecho internacional, tal como resultan de los usos establecidos entre naciones civilizadas, de las leyes de la humanidad y las exigencias de la conciencia pública
 — Convención con respecto a las leyes de la guerra terrestre (la Haya II), 29 de julio del año 1899.

La Cláusula aparece de forma ligeramente modificada en las Convenciones de La Haya del año 1907:

Hasta que un Código más completo de las Leyes de guerra se haya publicado, las Altas Partes Contratantes juzgan oportuno declarar que, en los casos no incluidos en las disposiciones reglamentarias adoptadas por ellas, las poblaciones y los beligerantes quedan bajo la protección y el imperio de los principios de la ley de las naciones, tal como y resultan de los usos establecidos entre naciones civilizadas, de las leyes de la humanidad y los dictados de la conciencia pública
—leyes y costumbres de la guerra terrestre (la Haya IV), 18 de octubre del año 1907

La Cláusula fue introducida como una fórmula de compromiso por la disputa entre las Potencias mundiales, que consideraban a los francotiradores como combatientes ilegales, sujetos a su captura y ejecución, y los estados más pequeños, quienes sostuvieron que debían ser considerados combatientes legítimos.
Rupert Ticehurst, profesor de Derecho en la Facultad de Derecho en el  King's College de Londres, escribe que:

El problema que enfrentan los abogados humanitarios es que no hay una interpretación aceptada de la Cláusula de Martens. Está por tanto sujeta a una variedad de interpretaciones, tanto restringidas como expansivas. En su forma más restringida, la cláusula sirve como un recordatorio de que el Derecho Internacional Consuetudinario continúa aplicándose después de la adopción de la norma de un tratado. Una interpretación más amplia es que, como los tratados internacionales relativos a las leyes de los conflictos armados son cada vez más completos, en la Cláusula se estipula que lo que no está explícitamente prohibido por un tratado no está, ipso facto, permitido. La interpretación más amplia es que la conducta en los conflictos armados no sólo será juzgada de acuerdo a los tratados y la costumbre, sino también a los principios del derecho internacional al que se refiere la Cláusula.

La Corte Internacional de Justicia (CIJ) en su Opinión Consultiva sobre la Legalidad de la Amenaza o el Empleo de Armas Nucleares, comunicada el 8 de julio del año 1996, tuvo que considerar que las leyes generales de los conflictos armados se podrían considerar antes que las leyes específicas relativas a las armas nucleares. Varias interpretaciones diferentes de esta cláusula se presentaron en las comunicaciones orales y escritas a la Corte Internacional de Justicia. A pesar de que la opinión consultiva la CIJ no pudo proporcionar una comprensión clara de la Cláusula, varias de las presentaciones en la Corte propusieron una idea de su significado.
La evidencia que Ticehurst presenta es que al, igual que en el año 1899, hubo un desacuerdo entre las grandes potencias y las potencias menores que conducen a la formulación de la Cláusula, por lo que en el año 1996 una divergencia similar de puntos de vista que existe entre las potencias nucleares declaradas y las potencias no nucleares con una visión estrecha que las potencias nucleares tienen de la Cláusula y las potencias no nucleares que tienen una visión más amplia.
Ticehurst concluye que:

... Al negarse a ratificar tratados o dar su consentimiento para el desarrollo de las correspondientes normas consuetudinarias, los Estados militarmente poderosos pueden controlar el contenido de las leyes del conflicto armado. Otros Estados son incapaces de prohibir cierta tecnología que poseen los Estados militarmente poderosos. ... la Cláusula de Martens establece un objetivo para la determinación de la ley natural: los dictados de la conciencia pública. Esto hace que las leyes del conflicto armado sean mucho más ricas, y permite la participación de todos los Estados en su desarrollo. Los Estados militarmente poderosos siempre se han opuesto a la influencia de la ley natural en las leyes del conflicto armado, a pesar de que estos mismos Estados se basaron en la ley natural para los juicios de Núremberg. La Corte Internacional de Justicia en su Opinión Consultiva no aclaró la medida en que la Cláusula de Martens permite que las nociones de la ley natural para influir en el desarrollo de las leyes del conflicto armado. Por lo tanto, su correcta interpretación no está clara. El dictamen, sin embargo, ha facilitado un importante debate sobre esta significativa Cláusula y con frecuencia pasada por alto en las leyes del conflicto armado.

## Revisión judicial
Varios tribunales nacionales e internacionales han considerado la Cláusula de Martens la hora de emitir sus juicios. En ninguno de estos casos, sin embargo, ha reconocido las leyes de la humanidad o los dictados de la conciencia pública como derechos nuevos e independientes. La Cláusula sirve más bien como una declaración general de principios humanitarios, así como las guías para la comprensión e interpretación de las normas existentes en el derecho internacional.
La Cláusula de Martens ha sido citada en las sentencias judiciales siguientes:
- Decisión del 27 de febrero del año 1946 de la Corte Suprema de Noruega, en recurso de casación contra Karl-Hans Hermann Klinge, Kriminalassistent (asistente penal) de la Gestapo (confirmación de la sentencia de muerte impuesta en primera instancia)[9]
- Decisión del Tribunal Militar III-A de los Estados Unidos en Núremberg el 10 de febrero del año 1948 en el caso de los Estados Unidos contra Krupp
- Decisión del tribunal de casación, los Países Bajos  el 12 de enero del año 1949 en el procedimiento contra el SS-Obergruppenführer (General) Hanns Albin Rauter, Comisario General para la organización de la seguridad en los Países Bajos desde el año 1940 hasta el año 1945
- Decisión de los tribunales militares de Bruselas (Conseil de guerre de Bruxelles) en el caso K.W.. el 8 de febrero del año 1950[10][11]
- Decisión del Tribunal Penal Internacional para la ex Yugoslavia del 8 de marzo del año 1996 sobre el permiso de la acusación durante el proceso en contra de Milan Martić (caso IT-95-11, decisión IT-95-11-R61)
- Decisión de la Corte Constitutional de Colombia del 18 de mayo del año 1995 para la constitucionalidad del Segundo Protocolo Adicional a los Convenios de Ginebra del 12 de agosto del año 1949, relativo a la protección de las víctimas de los conflictos armados internacionales. (Decisión C-225/95)
- La Corte Internacional de Justicia Opinión Consultiva sobre la Legalidad de la Amenaza o el Empleo de Armas Nucleares del 8 de julio del año 1996
- Sentencia del Tribunal Constitucional de Alemania del 26 de octubre del año 2004 para la compatibilidad de las expropiaciones en la antigua zona de ocupación soviética entre el año 1945 y el año 1949 con el derecho internacional (decisión BVerfG, 2 BvR 955/00 of 26.10.2004)